# 塔拉夏 (科爾孫-舍甫琴柯夫斯基區)
49°20′50″N 31°7′11″E / 49.34722°N 31.11972°E
塔拉什恰（烏克蘭語：Тараща）是位於烏克蘭中部的村莊，由切爾卡瑟州裡茲韋尼霍羅德卡區的塞利什切市鎮負責管轄。該村處於巴昆卡河畔，海拔高度155米，2001年人口351。